# 風雲黒潮丸
風雲黒潮丸（ふううんくろしおまる）は、小沢不二夫原作の冒険活劇である。昭和30年代にラジオドラマ化、映画化、テレビドラマ化された。

## ラジオドラマ版
- 放送局：ニッポン放送
- 放送期間：1955年5月1日～1956年9月30日
- 放送日時：毎週日曜日18時30分～19時00分
- 提供：明治製菓

## 映画『南海の若武者物語 風雲黒潮丸』
1956年8月8日に公開された（東映京都作品）。
スタッフ
- 企画：藤川公成
- 脚本：小川正
- 監督：深田金之助

キャスト
- 南原夢若丸：伏見扇太郎
- 不知火姫：三笠博子
- 堀小夜丸：丘さとみ
- 秀光：立松晃
- 勘太：山手宏
- 小萩：大原みゆき
- 悪ノ兵衛：阿部九州男
- 夜叉丸：清川荘司
- ルシアノ：吉田義夫
- 泉州屋：小田部通麿
- 村上義正：永田靖
- 南原勝家：徳大寺伸

## 映画『続風雲黒潮丸 まだら狼』
1956年8月22日に公開された（「南海の若武者物語」の続編）。
スタッフ
前作と同じ
キャスト
前作と同じ

## 映画『風雲黒潮丸完結篇 南海の若武者』
1956年10月17日に公開された（「まだら狼」の続編）。
- 脚本：尾形十三雄
- 監督：伊賀山正光

キャスト
前作と同じ

## テレビドラマ版
- 放映局：NET
- 製作プロダクション：東映
- 放送期間：1961年10月2日 - 1962年9月24日 月曜 19:00 - 19:30（全52話）
- 本作品はオープニング映像はソフト化されているものの、本編のDVD・ブルーレイは発売されていない。
- 東映チャンネルでもこれまでに第1話の放映もされていないため、第1話のオープニング映像以外のネガ・ポジフィルムの現存は不明である。
- 本作を最後にNET→テレビ朝日月曜19:00の国産ドラマは長期中断、次に放送されるのは15年半後の1976年4月5日開始の特撮番組『ザ・カゲスター』、時代劇に至っては実に39年後の2001年10月15日に木曜19:00から移動した『暴れん坊将軍』（第9シリーズ。19:00 - 20:00）からである。

スタッフ
- 企画：中井義
- 脚本：土橋庸介
- 音楽：小沢秀夫
- 撮影：大島国正
- 照明：石垣敏雄
- 録音：大家忠男
- 美術：片桐清至
- 編集：山口一喜
- 記録：大井優子
- 助監督：田中秀夫
- 装置：古和田喜一
- 装飾：小林武男
- 衣裳：渡辺つね子
- 技髪：宮村俊夫
- 結髪：鈴木リセ
- 殺陣：三島良二
- 進行：野口一
- 監督：松島稔

主題歌
「風雲黒潮丸」
- 作詞：小沢不二夫
- 作曲：平岡照章
- 歌：ビクター児童合唱団、ビクター男声合唱団
- 発売：ビクターレコード

副主題歌
「夢の花武者」
- 作詞：小沢不二夫
- 作曲：平岡照章
- 歌：多摩章子、村崎良二
- 発売：ビクターレコード

キャスト
- 南原夢若丸：高島新太郎
- 小夜姫：青柳美枝子
- 不知火姫：田中恵美子
- かえで：藤里まゆみ
- 仙波太兵衛：岩城力也
- 南原勝家：細川直也
- 秀光：早木史郎
- ルシアノ：片山滉
- 泉州屋：菊地双三郎
- まだら狼：鈴木啓太郎

| NET系 月曜 19:00 - 19:30枠 | NET系 月曜 19:00 - 19:30枠 | NET系 月曜 19:00 - 19:30枠 |
| 前番組                     | 番組名                     | 次番組                     |
| -------------------------- | -------------------------- | -------------------------- |
| 源義経                     | 風雲黒潮丸                 | 探偵兄弟ブラナガン         |

## ノベライズ版

### 小説
小沢不二夫著、石井治絵　宝文館　1956年7月6日、20日、10月20日　全３巻
- ラジオドラマの作者によるノベライズ本。第1巻と第2巻には「あとがき」があり、ラジオドラマの出演者について書かれている。

### 絵物語
『少年』 光文社　1955年9月号～1956年4月号連載
小沢不二夫・文、石井治・絵
- 第1回のみカラー絵。

### 映画物語
『幼年ブック』 集英社　1956年10月号 
小沢不二夫・原作　小川正・脚本
- 映画の場面写真で構成された絵物語。

### 漫画
『風雲くろしお丸』　集英社　1956年10月10日　おもしろ漫画文庫 124
桜井はじめ著、小沢不二夫原作
- 『風雲黒潮丸』のマンガ化作品。